# IGNITOR
IGNITOR era un progetto italiano per la realizzazione di un reattore nucleare a fusione sperimentale di tipo tokamak, ora sostituito dal DTT.

## Descrizione
Proposto per la prima volta nel 1977 dal prof. Bruno Coppi del Massachusetts Institute of Technology, (già progettista di un altro reattore sperimentale per la fusione nucleare, Alcator), il progetto di massima è stato sviluppato principalmente nei laboratori di Frascati dell'ENEA, con la collaborazione di diverse università italiane.
Rispetto al progetto internazionale ITER, l'IGNITOR ha dimensioni e costi molto più ridotti: il reattore di ITER dovrebbe infatti pesare circa 19.000 tonnellate, mentre l'IGNITOR solo 500, sviluppando comunque una potenza di fusione di circa 100 MW. Per questo motivo la realizzazione, secondo i promotori del progetto, potrebbe essere portata avanti anche solo con risorse nazionali (ITER, per i suoi elevatissimi costi, è un progetto internazionale finanziato anche dall'Unione europea) anche se ovviamente la collaborazione internazionale è auspicabile.
Inoltre, sempre secondo i progettisti, IGNITOR si trova da anni in una fase avanzata di progettazione, tanto che potrebbe partire la costruzione del nocciolo della macchina, essendo stati già realizzati prototipi dei suoi principali componenti negli anni '80 e '90.

### Stato del progetto
Il progetto di ricerca e sviluppo del reattore è in stato avanzato e non erano previste ulteriori fasi oltre il 2009. Il luogo più probabile che era emerso per la realizzazione è all'interno dell'impianto di Caorso. I costi stimati per la realizzazione del prototipo, stimati da ENEA e Ansaldo Energia nel 2003, ammontano a 226 milioni di euro. Il problema di fondo per la realizzazione del prototipo è sempre stato il finanziamento.
Per ovviare a tale problema il 26 aprile 2010 il presidente del Consiglio italiano Silvio Berlusconi ha firmato un memorandum d'intesa con il Primo ministro russo Vladimir Putin nel quale viene sancita la collaborazione dell'Italia con la Russia per la realizzazione di un prototipo di IGNITOR sul suolo russo, aprendo dunque nuove prospettive per il progetto.
Il progetto IGNITOR Conceptual Design Report è stato preparato da un gruppo di lavoro congiunto italo-russo nel 2015. Nel 2017 si è svolto un incontro di scambio informale.
Alcuni componenti del nucleo son prodotti in Italia, dove sono stati realizzati i prototipi a grandezza naturale dei componenti. A partire dal 2018, la costruzione di IGNITOR in Russia non è iniziata.
Nel 2022 il CNR ha deciso di abbandonare la sperimentazione, la motivazione secondo indiscrezioni è da ricercarsi nella gestione economica del progetto.